# Batatais Futebol Clube
Batatais Futebol Clube é um clube de futebol brasileiro da cidade de Batatais, interior do estado de São Paulo, fundado em 18 de setembro de 1919 e suas cores são vermelho e branco.
O Batatais está na Segunda Divisão do Campeonato Paulista, equivalente ao quinto e último nível estadual, e atualmente é treinado pelo português João Carlos Barros.

## História
Fundado devido a uma dissidência no Riachuelo Futebol Clube, o Batataes Foot-ball Club nasceu dos esforços do "Coronel" Olvídeo Tristão de Lima, considerado o patrono e presidente de honra do clube. O próprio Coronel Tristão doou o terreno para a construção do primeiro campo do clube, onde hoje fica o estádio Dr. Oswaldo Scatena, vulgo Scatenão e/ou Ghost Arena.
O início do clube foi muito melhor do que esperavam os fundadores. Logo na primeira partida, fora de casa, o atacante Bruno fez o primeiro gol do Batatais que levou a equipe à vitória, sobre a Associação Atlética Olympica, em Jordanópolis, no dia 25 de outubro de 1919. Quinze dias depois, a "vítima" foi o Altinópolis Futebol Clube, em uma goleada impressionante de 7 a 0.
Na década seguinte, o clube ganhou o apelido "Fantasma da Mogiana", devido ao temor que provocava nos adversários da região e nos demais clubes do estado que disputavam amistosos. Entre 1934 e 1937, o Batatais Futebol Clube conseguiu uma das marcas históricas mais impressionantes do futebolismo, que persiste até os dias de hoje, quando disputou mais de cem partidas, sendo derrotado em apenas três únicos jogos.
Em 1945, o clube se destacou ainda mais com a conquista do Título de Campeão Paulista do Interior e com o movimento que viria a encabeçar, pois na época, só existia profissionalismo na capital, então, com a reunião de esforços do Batatais e o apoio da Ponte Preta e do XV de Piracicaba, os clubes do interior puderam disputar por igual o Campeonato Paulista. Graças a este movimento encabeçado pelo Batatais FC, no ano seguinte foi intitulada a Lei do Acesso, batizada Oswaldo Scatena, em homenagem ao então, presidente do clube.
Em 1949, o Batatais chegou bem perto do título paulista e o acesso para a elite, porém, a equipe ficou com o vice-campeonato, naquilo que foi considerado à época como a maior vergonha já vista no futebol brasileiro. "Batatais FC é roubado na Rua Javari" estampavam os jornais da época.
Na final disputada contra o Guarani de Campinas, o Batatais foi derrotado por 2 a 1 e o clube campineiro subiu à divisão maior do futebol. Neste episódio lamentável, de uma forma vergonhosa e corrupta, houve mala-preta e suborno dentro do próprio Batatais FC, envolvendo diretoria, comissão técnica e atletas. Desolados com o acontecido e o envolvimento da arbitragem na partida, a diretoria retirou o clube das competições profissionais, desativando o Departamento de Futebol por longos anos.
No ano de 1956, o clube reativou seu departamento retornando ao profissionalismo contando com grandes atletas que fizeram renascer o Fantasma da Mogiana na disputa da competição equivalente à Série A2 do Campeonato Paulista até 1967.
A partir de 1968 mais uma nova paralisação ocorreu, mas desta vez por um motivo nobre: a construção do estádio Dr. Oswaldo Scatena. O futebol retornaria três anos mais tarde, agora investindo também nas categorias de base do clube. Desde então o clube não parou mais, e chegou bem perto de conquistar o acesso para o que equivale à Série A1, mas nunca conseguiu. Disputou a Terceira Divisão entre 1987 até 1993, visto que em 1994, com novas mudanças feitas pela Federação Paulista de Futebol, o clube foi colocado na Série B1-A, a última divisão do Paulista, e permaneceu por lá durante longos anos até esse tabu ser quebrado no dia 25 de outubro de 2008, quando conquistou o vice-campeonato da atual Segunda Divisão de 2008, subindo para a Série A3.

Antigo escudo

Na Série A3 de 2013, terminou a primeira fase na terceira posição, se garantindo assim entre os 8 classificados. No quadrangular decisivo, disputou duas vagas de acesso com as equipes do Flamengo de Guarulhos, Marília e Independente de Limeira. No dia 12 de maio de 2013, após uma vitória de virada por 2 a 1 sobre o Marília em Batatais, garantiu o retorno para a Série A2 de 2014. Com essa vitória, terminou na liderança da chave e de quebra se classificou para a decisão do campeonato frente ao São Bento de Sorocaba. Após 46 anos, o Batatais recoloca a cidade de Batatais na Série A2, competição que disputou por várias vezes entre as décadas de 50 e 60.
Em 2014 e 2015 o time fez campanhas medianas, que mantiveram a equipe a um passo da elite paulista. Em 2016, o Batatais chegou próximo do inédito acesso para a disputa do Paulistão. O time se classificou entre os oito melhores, eliminou o Bragantino nas quartas, mas não conseguiu a subida após derrota para o Santo André. No ano seguinte, o time fez mais uma boa campanha, terminando na quinta colocação. Já em 2018, o Batatais não conseguiu repetir os seus melhores momentos e acabou rebaixado para a Série A3.

### Vice-Campeão da Copa São Paulo de Futebol Júnior
O dia 25 de janeiro de 2017 ficou marcado na história das categorias de base do Batatais Futebol Clube, pois neste dia, há exatamente cinco anos, o Batatais fazia historia para o futebol do interior paulista e para sua própria historia e disputava à inédita Final da Copa São Paulo de Futebol Junior, mais popular competição e base do Brasil, onde enfrentava nada menos que a equipe do Corinthians (time com mais títulos no Torneio), com um Pacaembu lotado e inflamado de Corintianos.
Na final, o Timão venceu o Fantasma da Mogiana por 2 a 1, e ficou com o título daquela edição da Copa SP, feito que pode se repetir nesta tarde se o Timão vencer o Cruzeiro na final, e vale ressaltar que essa foi a última conquista do Corinthians em Copinha.
O Batatais foi a campo com: Gerson; Wislen, Neto, Léo Alves e Igor Tostes; Everton, Yuri Barbosa, Douglas Pote e João Leoncini; Murilo Carneiro e Thales.
E naquela decisão, se enganou quem pensava que seria um passeio do Timão pra cima do Fantasma e que seria uma nova goleada, já que o Batatais havia levado um 5 a 1 do Paulista na Semifinal, em jogo que eliminou a equipe de Jundiaí devido a inscrição irregular de um de seus atletas, feito que causou a exclusão da equipe e deu a vaga ao Batatais para a final.
O vice-campeonato foi algo muito grandioso e histórico para aquela equipe, que tinha Gersinho (eleito melhor jogador da competição ao lado de Carlinhos), Douglas Pote, João Leoncini, Everton Casimiro, Murilo, Thales e Cadu (único atleta de Batatais na equipe), e que todos comemoraram como se fosse um título e o presidente da equipe naquela oportunidade, André Toffeti, fez até uma carreata na cidade de Batatais na chegada da equipe.

### Grandes revelações
Grandes revelações saíram do clube conhecido como "Fantasma da Mogiana", as mais recentes sendo Marcelo Batatais (Cruzeiro e Coritiba), Anderson Taubinha, (Ponte Preta, Sertãozinho, Fortaleza, Japão, Ponte Preta e foi capitão do Paulista de Jundiaí no título da Copa do Brasil), Cocito (Atlético Paranaense, Corinthians, Grêmio, Real Murcia da Espanha, Fortaleza, etc.), Bernardo Souza (Rio Ave, Elche, Valencia, Herta Berlim), Michel (Rio Claro, União São João e Vitória de Setubal,), Renan (Atlético Mineiro, Santa Cruz, Brondby da Dinamarca, Celta de Vigo, Sport Recife, Fortaleza) e os imortais Zeca Lopes, Baldocchi e Algisto Lorenzato o Batatais.

### Manipulação de resultados
Em 2022, treinador e jogadores do clube estiveram envolvidos em seis suspeitas de manipulação de resultado esportivo, todas em jogos da Série B do Campeonato Paulista. Quatro jogadores forão suspensos por 300 dias.

### História Recente e Retorno ao Futebol Profissional[10]
Após um período de inatividade, o Batatais Futebol Clube confirmou seu retorno ao futebol profissional em 2025, garantindo sua participação no Campeonato Paulista Sub-23 – Segunda Divisão. A volta foi oficializada pela Federação Paulista de Futebol (FPF) e marca uma nova fase para o clube, que busca resgatar sua tradição no futebol paulista.
Nos últimos anos, o Batatais enfrentou desafios administrativos e financeiros, mas, com a nova gestão, o clube reestruturou sua base e fortaleceu parcerias estratégicas, incluindo acordos para transporte, saúde e desenvolvimento de atletas. A reativação do Estádio Dr. Oswaldo Scatena, agora totalmente regularizado para competições oficiais, foi um dos marcos desse retorno.

### Reestruturação e Parcerias Estratégicas
A nova diretoria do Batatais tem focado na profissionalização do clube e na estruturação de suas categorias de base. Entre as parcerias anunciadas, destaca-se o acordo com a Rizzo Transportes, que será responsável pela logística da equipe profissional e das categorias de base. Além disso, a Unimed Batatais renovou seu apoio, garantindo o funcionamento do Ambulatório Médico do estádio, conforme exigências da FPF.
No aspecto esportivo, o clube tem apostado na captação de talentos internacionais e na valorização da base. Recentemente, anunciou a contratação do colombiano Silvio Andrés Lerma Angulo, atleta da Seleção Sub-20 da Colômbia e ex-jogador da LDU de Quito, evidenciando a nova estratégia de reforço do elenco. Além disso, jovens promessas de Batatais estão sendo avaliadas para integrar o time Sub-20.

### Categorias de Base e Formação de Atletas
Com um histórico de revelação de talentos para o futebol brasileiro, o Batatais FC reforçou seu compromisso com as categorias de base. O clube tem investido na estruturação do time Sub-20, contando com jovens jogadores de destaque e reforços vindos de outras equipes.
A diretoria enfatizou a importância de mesclar atletas experientes com jovens promessas, trazendo jogadores que passaram por clubes como Palmeiras, Fluminense, Atlético-GO, Ituano, Goiás e Internacional. O objetivo é fortalecer a base para, no futuro, ter uma equipe competitiva tanto no cenário estadual quanto nacional.

### Ídolos e Ex-Jogadores Notáveis
Ao longo de sua história, o Batatais revelou e teve a honra de contar com grandes nomes do futebol brasileiro. Entre eles, destaca-se Baldochi, zagueiro que marcou época no Palmeiras e integrou o elenco da Seleção Brasileira tricampeã na Copa do Mundo de 1970. Em homenagem a sua trajetória, o clube presenteou autoridades com uma camisa autografada pelo ex-jogador.

## Quadro de Ouroe oFantasma da Mogiana
Essa era a formação de 1934 do Batataes FC, como se grafava à época (Ye, Caty e Pavão, Lulu, Orlandão e Neca, Netto, Coelho, Chiquinho, Zé Lopes e Bicicleta). Com esta equipe o Batatais formou a primeira fase áurea do esporte local.
O Quadro de Ouro venceu tudo e a todos na região, ganhando este apelido de "Fantasma da Mogiana". O nome se deve à Estrada de Ferro Mogiana, que nascia em Campinas e passava por Ribeirão Preto, Batatais e outras cidades do norte do Estado em direção ao triângulo mineiro. Daí surgiu o fantasminha, mascote do clube.

## Títulos

### Estaduais
- Campeonato Paulista - Série A2 = 1945[11]

### Campanhas de destaque
| DESTAQUES                      | DESTAQUES           |
| Competição                     | Resultados          |
| ------------------------------ | ------------------- |
| Campeonato Paulista – Série A2 | Vice-campeão (1949) |
| Campeonato Paulista – Série A3 | Vice-campeão (2013) |
| Campeonato Paulista – Serie A4 | Vice-campeão (2008) |

| Aumento | Promovido à divisão superior |

### Outras conquistas
- Série Ouro da Segunda Divisão: 3 vezes (1957, 1959 e 1973).

### Categorias de base
- Campeonato Paulista Sub-20 - 2ª Divisão: 2004 .
- 2.º lugar na Copa São Paulo de Futebol Júnior: 2017

## Estatísticas

### Participações
| Aumento | Promovido à divisão superior  |
| Baixa   | Rebaixado à divisão inferior  |
| Inativo | Licenciamento no ano seguinte |

|  | Participações em 2025 |

| Competição | Competição      | Temporadas | Melhor campanha     | Anos                                                           | A | R |
| São Paulo  | Série A2        | 32         | Campeão(1945)       | 1945, 1947-1949 , 1956-1967 , 1971-1976, 1982-1986 e 2014-2018 | – | 2 |
| São Paulo  | Série A3        | 19         | Vice-campeão (2013) | 1977-1981, 1988-1993, 2009-2013 e 2019-2021                    | 2 | 1 |
| São Paulo  | Série A4        | 17         | Vice-campeão (2008) | 1994-2008 e 2022-2023                                          | 1 | 1 |
| São Paulo  | Segunda Divisão | 1          | 5º colocado (2025)  | 2025                                                           | – |   |
| São Paulo  | Copa Paulista   | 8          | Vice-campeão (1981) | 1981, 2009-2011, 2014, 2016 e 2018-2019                        |   |   |

### Últimas dez temporadas
Legenda:
| Campeão Vice-campeão Eliminado nas semifinais | Campeão e promovido à divisão superior Vice-campeão e/ou promovido à divisão superior Rebaixado à divisão inferior | Classificado à fase de grupos da Copa Libertadores Classificado à fase preliminar da Copa Libertadores Classificado à Copa Sul-Americana Campeão do Campeonato do Interior |

## Elenco atual
- Caique Gomes

## Torcidas organizadas
- O Batatais Futebol Clube conta com a Torcida Organizada, TUF - Torcida Unida do Fantasma.
- A TUF é a mais antiga e maior torcida do Batatais FC, fundada em 1984 por fanáticos pelo Fantasma da Mogiana. Até hoje é tradição na cidade e agora com membros jovens continua seguindo sua tradição.

Suas torcidas aliadas são: FFT - Fiel Força Tricolor (Botafogo-RP), e Sancaloucos (São Carlos).
A TUF compõe a união FAMILIA INTERIOR a maior união de torcidas organizadas do interior de São Paulo.
O Batatais também chegou a ter a torcida Comando Alvi-Rubro mas ela não existe mais, pois seus integrantes se uniram com a TUF que em 2013 completa 30 anos de existência.